# Lawe Tungkal
Lawe Tungkal is een bestuurslaag in het regentschap Aceh Tenggara van de provincie Atjeh, Indonesië. Lawe Tungkal telt 336 inwoners (volkstelling 2010).